# Kemény György (dramaturg)
Kemény György (Budapest, 1928. szeptember 13. – Budapest, 1972. július 10.) magyar dramaturg, színházi kritikus, újságíró.

## Életpályája
Kemény (Kohn) László újságíró és Grósz Erzsébet fia. Kezdetben újságíró volt. 1949–1956 között az Úttörő Színházban volt dramaturg. 1951-ben diplomázott a Budapesti Tudományegyetem magyar, majd újságírói szakon. Az Ifjúsági Színházban, majd a Jókai Színházban dolgozott. 1956–1962 között a Népszabadság színházi kritikusa is volt, mint külső munkatárs. 1962–1972 között a Thália Színház dramaturgja volt.
Színházi kritikái napilapokban és folyóiratokban jelentek meg.

### Halála
Öngyilkos lett. A Budapest Szálló legfelső emeletén lévő kávézóból leugrott és meghalt.
Sírja a Farkasréti temetőben található (601("N")-2543).